# NGC 340

NGC 340

إن جي سي 340 (بالإنجليزية: NGC 340)‏ التي يرمز لها بالرمز NGC 340، هي مجرة، في كوكبة قيطس.

## الاكتشاف
اكتشفت في 27 سبتمبر 1864، بواسطة ألبرت مارث.